# Tay Ninh
Tay Ninh (vietnamita: Tây Ninh) é uma província do Vietnã.